# Димитрије Бањац
Димитрије Бањац (Нови Сад, 6. јул 1976) српски је глумац, комичар, сценариста, инжењер петрохемије и некадашњи спортски новинар.

## Биографија

### Порекло и образовање
Димитрије Бањац је рођен 6. јула 1976. у Новом Саду. Одрастао је на Лиману и има млађег брата. Пореклом је из села Горњи Рибник код Кључа у западној Босни. Деда са мајчине стране је био партизански борац. Мајка (девојачко презиме Јелача) је радила у Извршном већу Аутономне покрајине Војводине. У гимназији је био фронтмен панк бенда Тритон господар мора. Познати српски тренер Славиша Јокановић и Бањац су велики пријатељи, одрасли су заједно у новосадском насељу Детелинара.
Похађао је основну школу „Јован Поповић” у Новом Саду, коју је истовремено похађао и Борко Стефановић и бубњар Ритма нереда, али у старијим разредима од њега. Завршио је студије на Технолошком факултету Универзитета у Новом Саду и постао инжењер петрохемије. Војни рок је служио при војној полицији у Суботици, а потом у Новом Саду.

### Каријера
Запослио се у Нафтној индустрији Србије и паралелно радио у спортској редакцији Радио телевизије Војводине где је преносио утакмице нижих лига. Писао је и за часопис Цзасописмо каздего мезцзизни.
У Радио телевизији Војводине упознаје Николу Шкорића и Дејана Ћирјаковића, што ће кључно утицати на његову даљу каријеру. Шкорић и Ћирјаковић су тада радили сатиричну емисију Ноћна смена и замолили Бањца да уради неке прилоге за њих, након чега почињу да сарађују на том пројекту. Из ове емисије, памте се његове улоге министра Маринка Магле и професора Кишпрдилова. Како емисија није доживела нарочиту популарност, добили су отказ, али су поново враћени на Радио-телевизију Војводине да би радили емисију о најсиромашнијим породицама у Војводини, која је доживела само четири епизоде.
Потом, почињу да раде сатиричну серију Велика Србија на телевизији Б92. Поново се враћају на Радио-телевизију Војводине где на јесен 2012. започињу сатиричну серију Државни посао у којој игра Бачванина Ђорђа Чваркова. Најпре су потписали уговор на месец дана, затим до краја године, онда су коначно примљени на посао на неодређено. Након што је Гаспром откупио Нафтну Индустрију Србије, Бањац дефинитивно напушта основну струку и наставља да ради на серији Државни посао. Са овим пројектом је направио и извео неколико десетина представа широм Србије, Републике Српске, у Лондону, Торонту, ...
У емисији Прави фудбал тумачио је лик Милета Мочибоба, спортског водитеља и песника.

## Одабрани ТВ пројекти
Раније емитовање
      Тренутно емитовање
| Емитовање | ТВ пројекти                                | ТВ емитери                                                             |
| --------- | ------------------------------------------ | ---------------------------------------------------------------------- |
| 1         | Ноћна смена                                | РТВ                                                                    |
| 2         | Велика Србија                              | Б92                                                                    |
| 3         | Срби у свемиру (Вече са Иваном Ивановићем) | Прва ТВ                                                                |
| 4         | Маринко Магла (Вече са Иваном Ивановићем)  | Прва ТВ                                                                |
| 5         | Прави фудбал                               | РТВ                                                                    |
| 6         | Државни посао                              | 1. Суперстар (премијерно приказивање) 2. РТВ (приказивање у закашњењу) |

## Улоге у синхронизацијама
| Година | Наслов                                         | Улога | Студио        |
| ------ | ---------------------------------------------- | ----- | ------------- |
| 2025.  | Принцеза коју је отео змај који отима принцезе |       | Синкер медија |

## Приватни живот
Страствени је сакупљач и приређивач стрипова, између осталих, Алан Форд.
Страствени је симпатизер новосадске Војводине.
Љубитељ је такође и Фудбалског клуба Вимблдон од ког је један од многобројних власника.
Био је кандидован за Фебруарску награду Новог Сада.
Ожењен је, има два сина.